# Praha-Horní Počernice (nádraží)
Praha-Horní Počernice je železniční stanice na železniční trati Praha – Lysá nad Labem. Stojí v ulici Libuňská 632/1. Stanice je součástí Pražské integrované dopravy. V blízkosti stanice se nachází autobusová zastávka Nádraží Horní Počernice na které jezdí linky 141, 171, 204, 209 a mnoho dalších linek řady 300 jedoucích do Poděbrad, Zelenče, Šestajovic, Jiren, Kolodějí a Černého Mostu. 
V letech 2016 až 2023 zde byl nainstalován informační systém HIS-VOICE, poté byl v souvislosti se zapojením do dálkového ovládání z CDP Praha nahrazen systémem INISS. Ve stanici zastavují vlaky linek S2, S9 a S22.

## Popis
Stanice má jedno ostrovní nástupiště mezi staničními kolejemi č. 2 a 4 (pro cestující 2 a 3), které je přístupné pomocí podchodu, a jedno vnější nástupiště u staniční koleje č. 1. Stanice je kompletně bezbariérová.

## Vlakové linky
V roce 2025 obsluhují stanici tyto linky:
- S2: Kolín – Praha hlavní nádraží, každý den interval 25 - 60 minut
- S9: Milovice – Strančice, ve špičce pracovních dnů interval 30 - 60 minut
- S22: Milovice – Praha hlavní nádraží, interval 60 minut o víkendech, ve všední den v dopoledních a pozdních večerních hodinách

Ve špičkách pracovních dnů jsou vlaky oběma směry (Praha X Lysá nad Labem) vypravovány čtyřikrát za hodinu. O víkendech jednou za půl hodiny.

## Historie
Železniční stanice byla otevřena při zahájení provozu celé tratě 4. října roku 1873. Její původní název byl Chvaly-Počernice, od roku 1929 Horní Počernice a od roku 1976 Praha-Horní Počernice.
Při rekonstrukci trati z Prahy do Lysé nad Labem roku 2011 bylo nádraží modernizováno. Došlo k úpravám kolejiště a výstavbě ostrovního nástupiště mezi kolejemi 2 a 4, včetně na něj vedoucího bezbariérového podchodu.
V letech 2022–2024 probíhá optimalizace úseku Praha-Vysočany – Mstětice, při které byla úrovňová nástupiště odstraněna a vybudováno vnější nástupiště u 1. staniční koleje. Byla také plně zrekonstruována staniční budova, ve které byla zřízena kavárna.

## Galerie

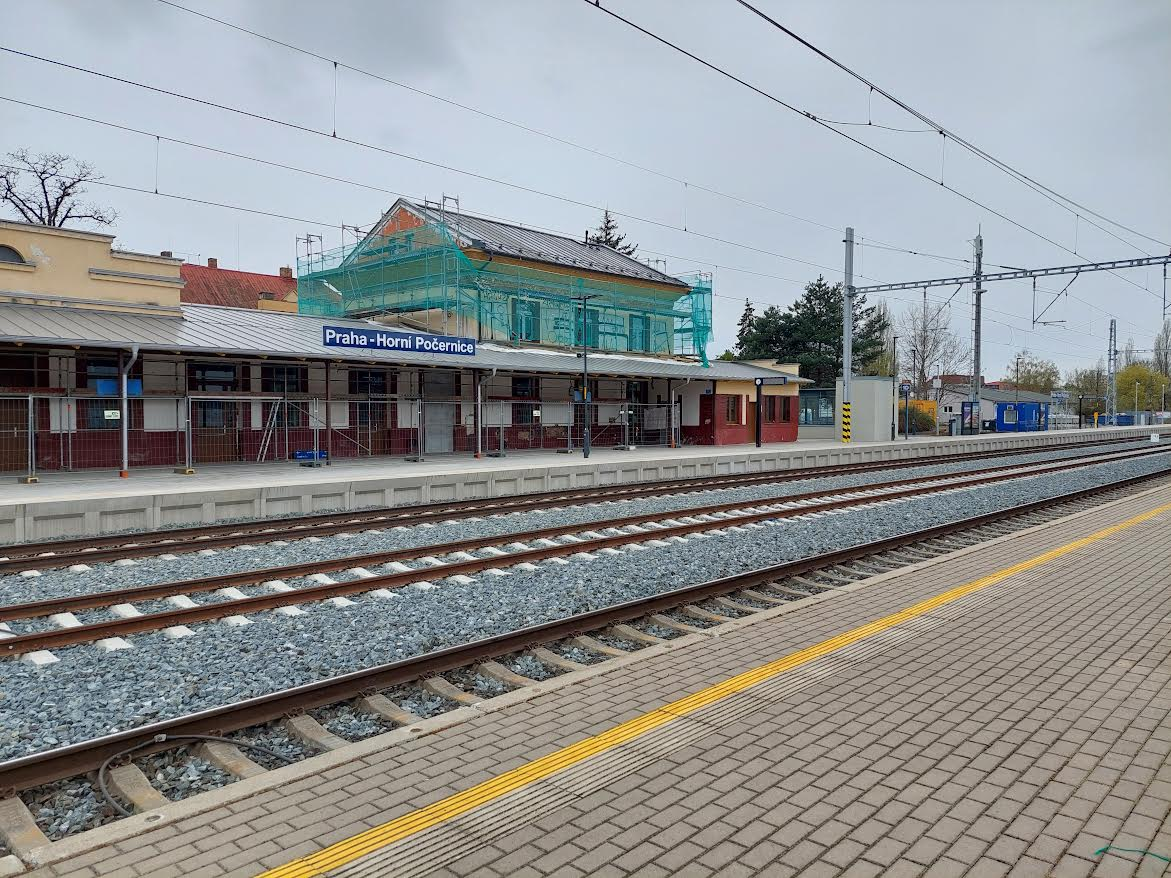
Pohled na budovu z prostřední části nástupiště u kolejí č. 2 a 3
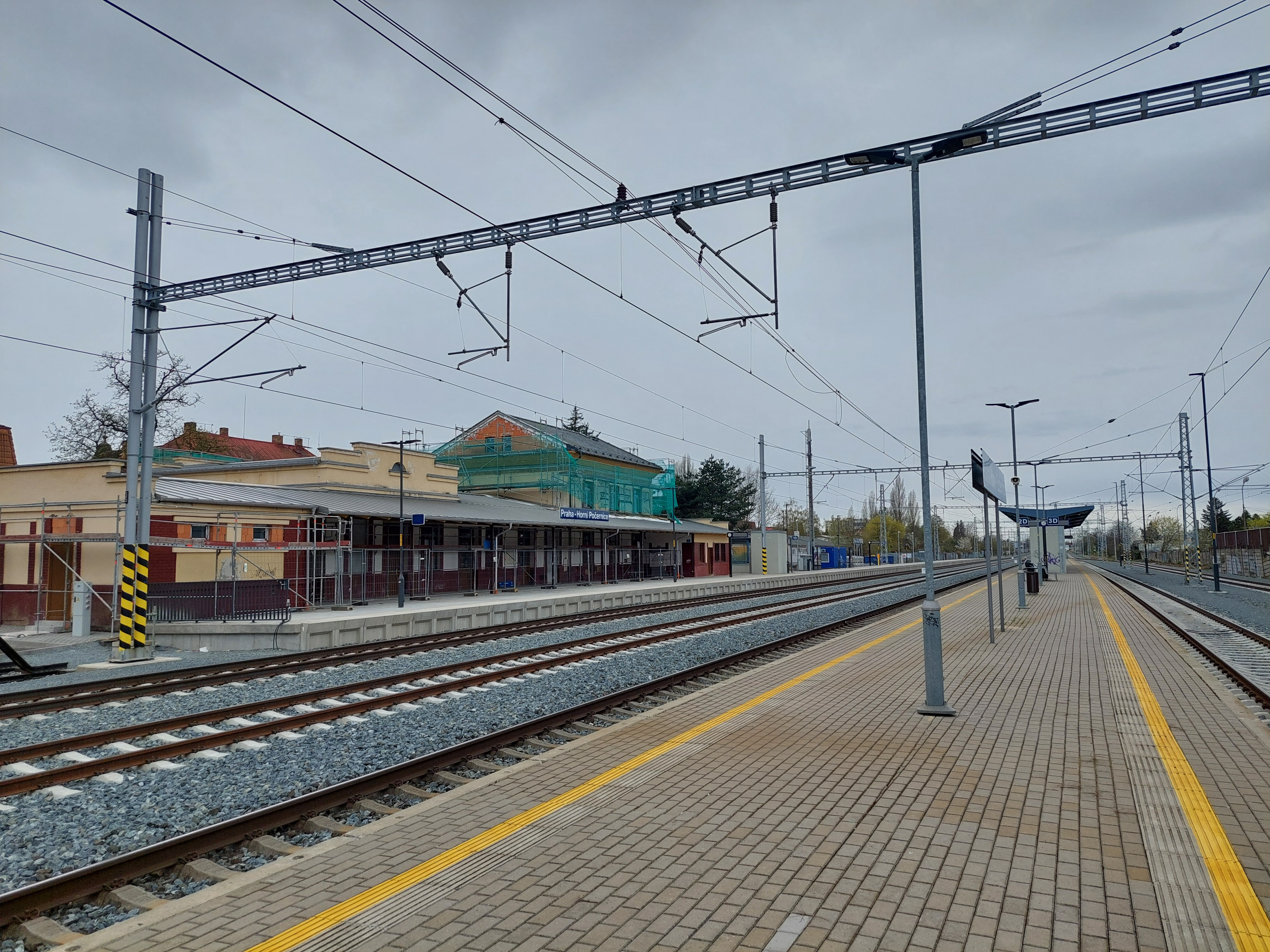
Pohled na budovu z východního konce nástupiště u kolejí č. 2 a 3
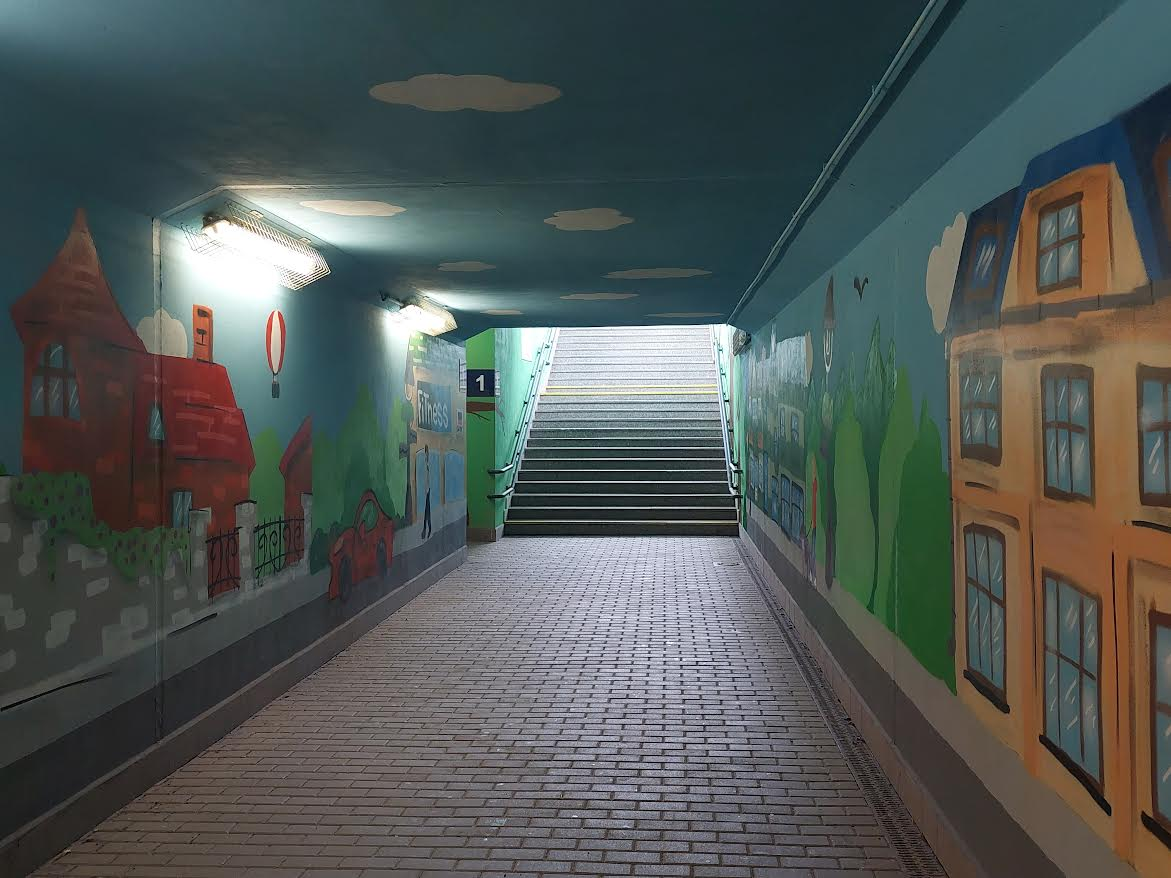
Nově vymalovaný podchod
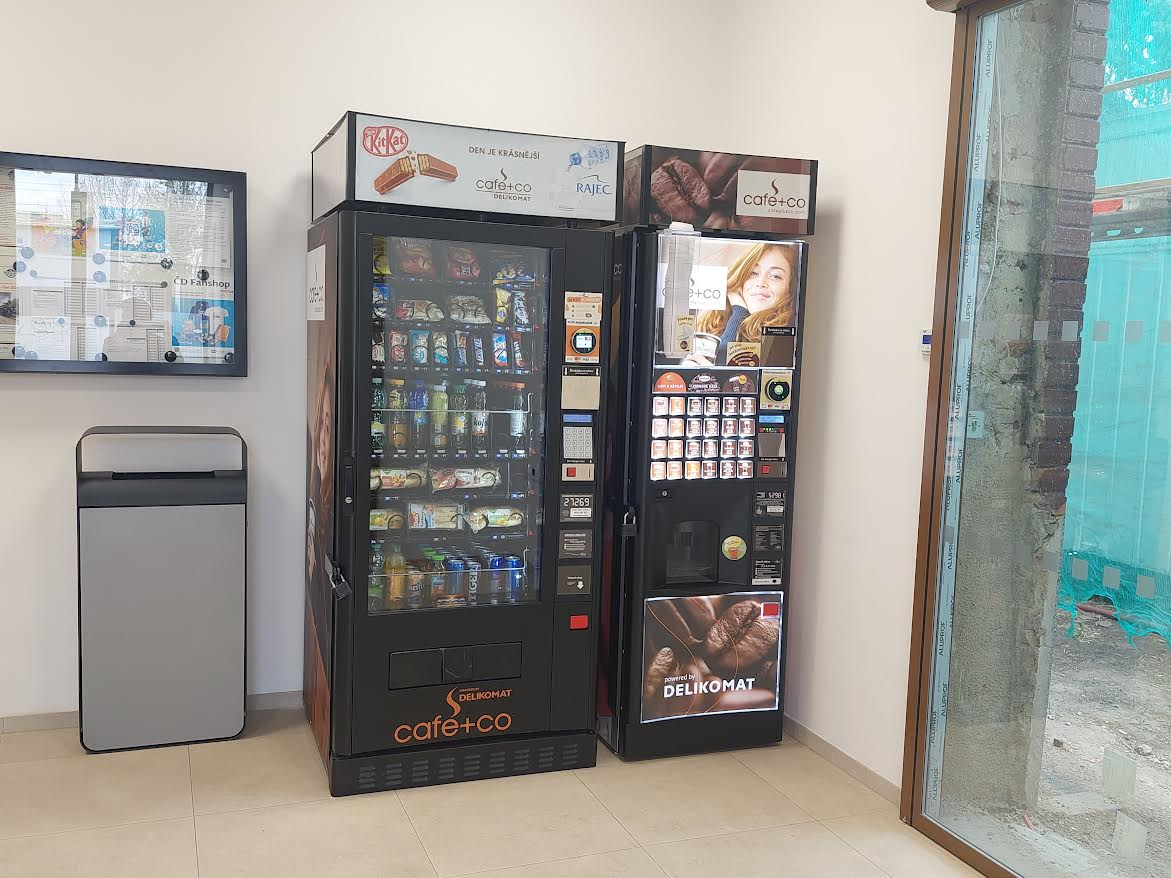
Nové automaty uvnitř staniční budovy
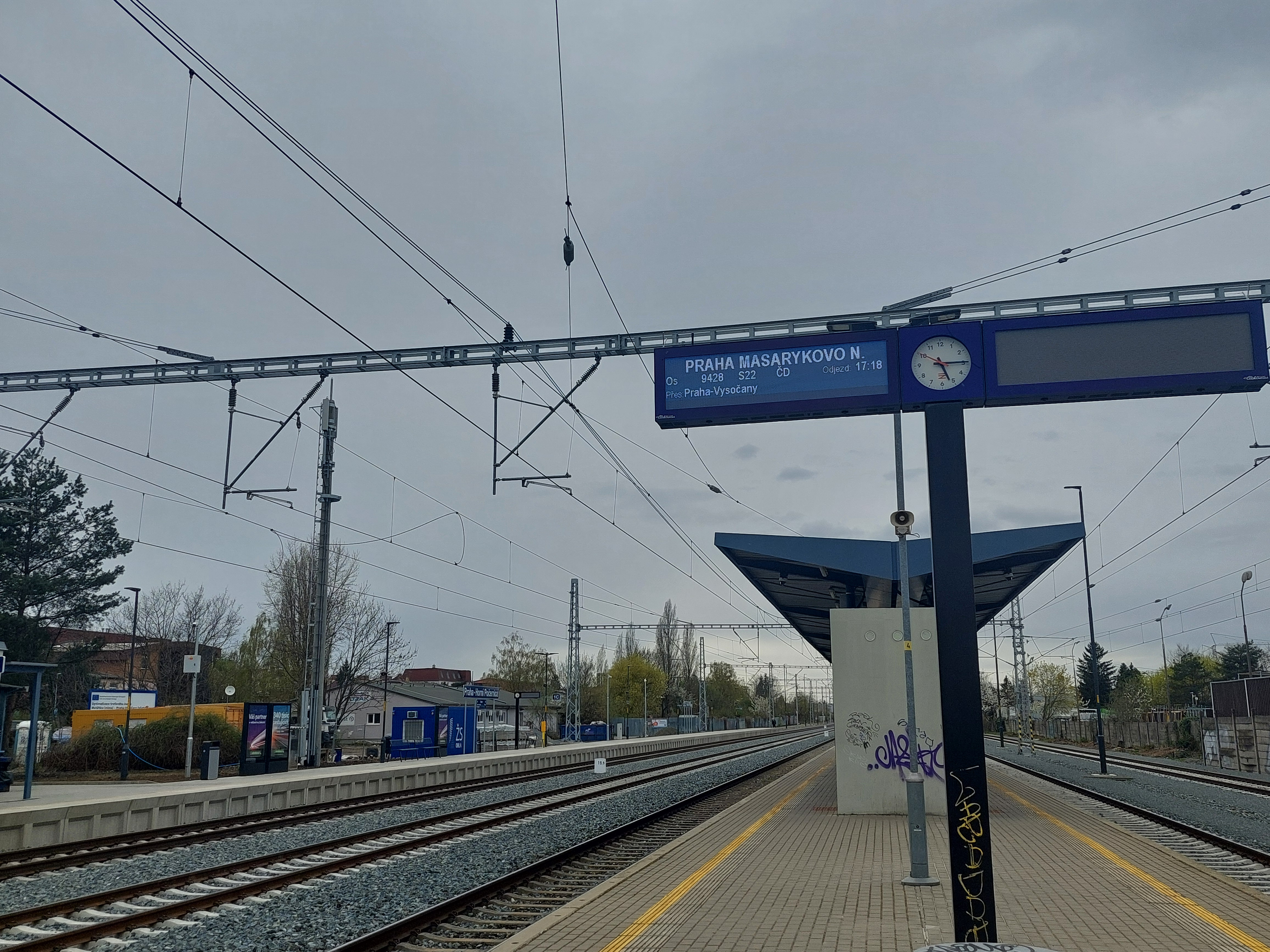
Nové informační tabule Elektročas na nástupišti u kolejí č. 2 a 3
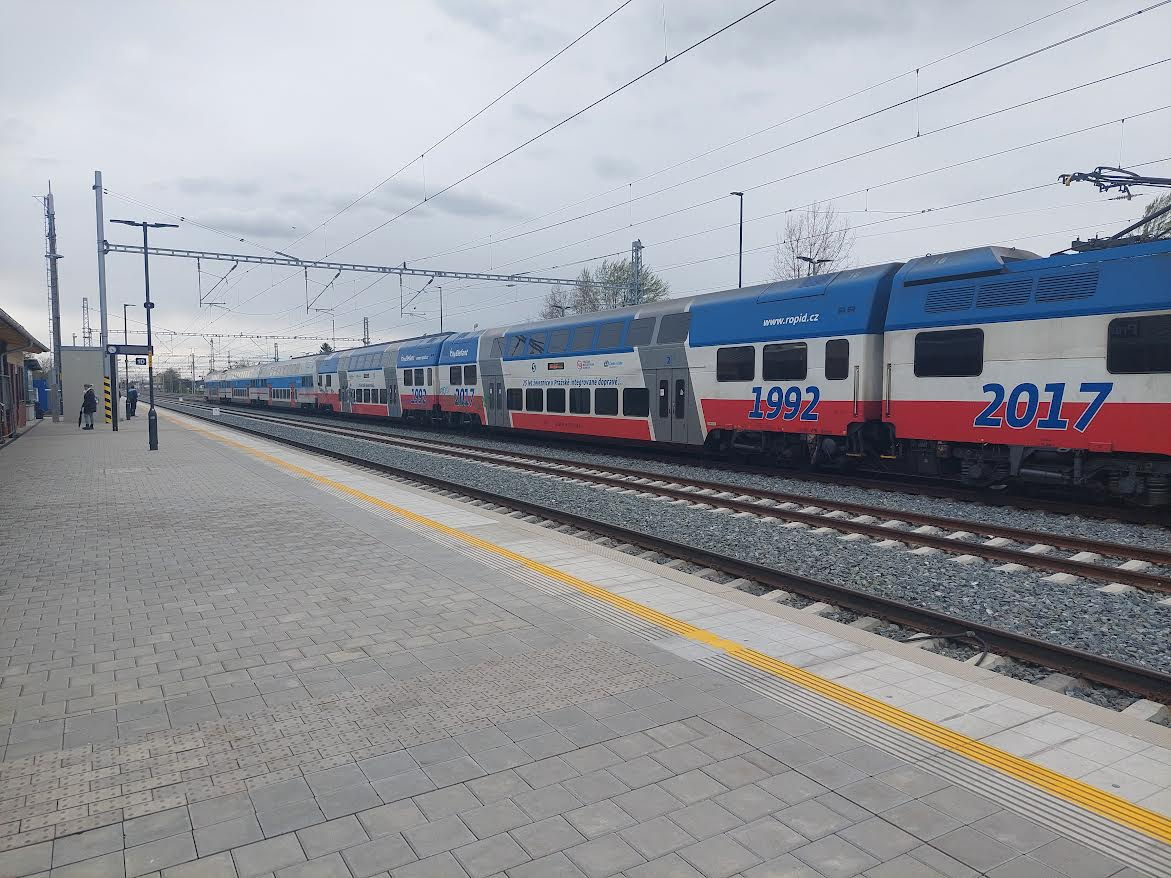
Pohled z nástupiště u koleje č. 1 na vlak stojící na koleji č. 2
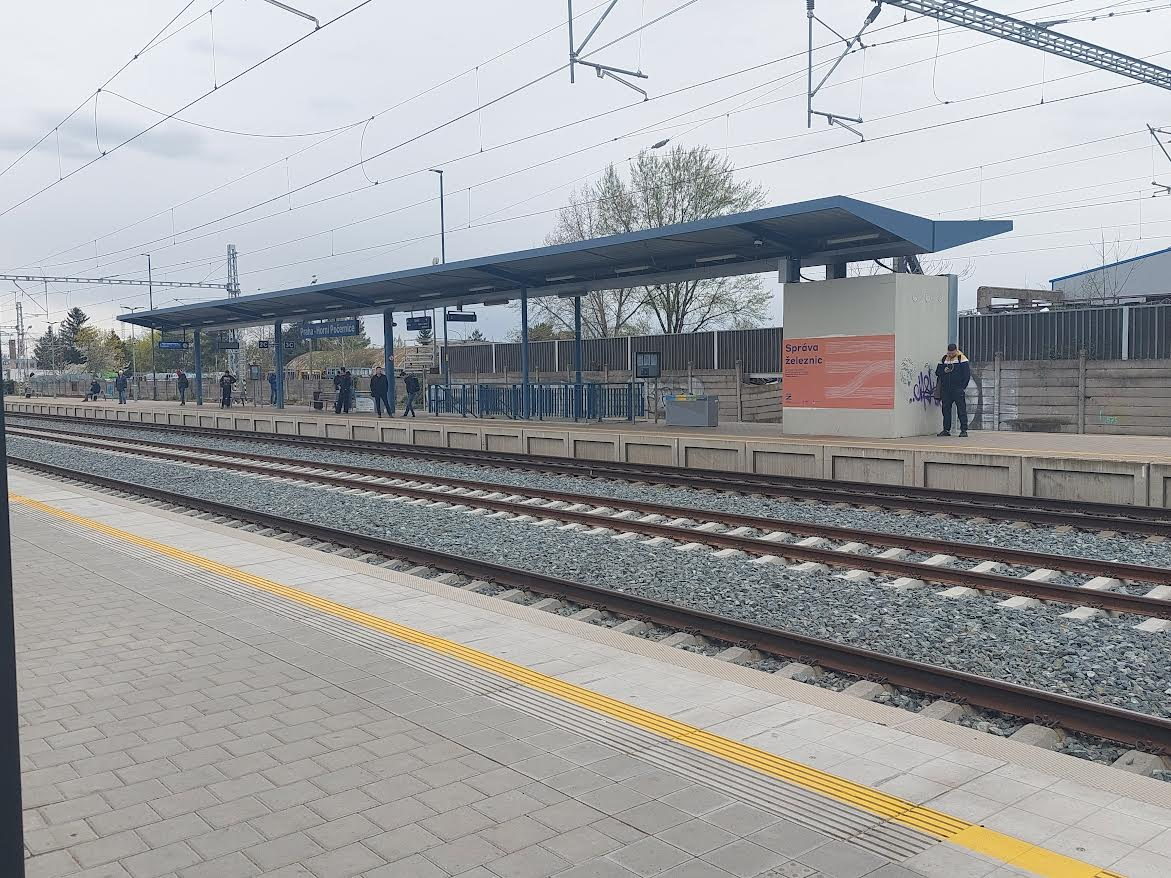
Pohled na ostrovní nástupiště od staniční budovy